# Halapić
Halapić je naseljeno mjesto u općini Glamoč, Federacija Bosne i Hercegovine, BiH.

## Zemljopis
Prostor današnje općine Glamoč za arheološku struku već odavno slovi kao područje od iznimnog značaja. To je zemljopisna cjelina koju je zaposjedalo ilirsko pleme Delmati i koju su Rimljani pretvorili, najprije, u svoju peregrinsku civitas, a kasnije, procesom romanizacije u jedinicu municipalne organizacije, Salvium
Arheološki timovi Zemaljskog muzeja BiH iz Sarajeva, pod vodstvom priznatih arheologa istraživali su u proteklih 120 godina, skoro neprekidno, mlađi antički lokalitet u selu Halapiću zajedno s čitavim glamočkim prostorom. Osnovni cilj posljednje kampanje bio je istraživanje arhitekture kasnoantičkog refugija (skloništa) starog oko 1500 godina, odnosno praćeni su zidovi i ostaci temelja ovog objekta. Također, ponovo su otkriveni ostatci kasnoantičke keramike, rimskog stakla, arhitektonskih ulomaka i novac rimskog cara Konstantina.
Halapić i Vrba dva su najvažnija arheološka lokaliteta u Glamočkom polju, što je utvrđeno na osnovu antičke epigrafske i onomastičke baštine na prostoru današnje Bosne. Onaj u Vrbi je bio centar područja Salvium dok je ovaj u Halapiću bio putna stanica Salviae na cesti koja je vodila iz Salone prema unutrašnjosti Bosne i dalje u Panoniju. Cesta je u Halapić dolazila preko planine Staretine o čemu govore tragovi ceste i nekoliko miljokaza i nastavljala je na sjever prema Mliništima. U njemu su živjeli rimski državni službenici zaduženi za održavanje i obezbjeđenje ceste. Tu se nalazio i centar službenog državnog kulta s hramom kapitolijske trijade.
Bogatstvo i raznovrsnost arheoloških nalaza s područja Glamoča posebno ilustrira analiza pronađenih antičkih kultova. Do danas je konstatirano postojanje 14 skupina antičkih božanstava. Riječ je o kultnim zajednicama Silvana, Silvana i Dijane, Silvana i nimfi, Dijane, Dijane i nimfi, Jupitera, Jupitera i genija, Herkula, Libera, samostalnih genija, Apolona, Dunavskog konjanika, Mitrasa i znatan broj primjeraka nepoznatih indigenih božanstava. A samo na području sela Halapića pronađeno je 13 božanstava koji su pripadali različitim kultnim zajednicama, ukupno devet.
Na glamočkom području je preko epigrafskih spomenika evidentirano 89 osoba čije se življenje moće utvrditi za antičko razdoblje: 45 osoba je s nepoznatim, ili teško prepoznatljivim ili teško razumljivim gentilnim imenom, 4 osobe su s domorodačkim imenom, 2 osobe su s julijevskim gentilnim imenom, 24 osobe su s elijevskim gentilnim imenom, 9 osoba je s aurelijevskim gentilnim imenom i 5 osoba sa svim drugim imenima. Stručnom analizom svih imena sa spomenika u Bosni utvrđeno je da je nosilac antičkog razvoja u rimskoj provinciji Dalmaciji (kojoj je Bosna pripadala) bilo domaće stanovništvo.

## Stanovništvo

### Popisi 1971. – 1991.
| Halapić            |              |              |              |
| godina popisa      | 1991.        | 1981.        | 1971.        |
| Srbi               | 526 (99,24%) | 552 (98,22%) | 612 (97,60%) |
| Hrvati             | 1 (0,18%)    | 1 (0,17%)    | 10 (1,59%)   |
| Muslimani          | 0            | 0            | 0            |
| Jugoslaveni        | 1 (0,18%)    | 5 (0,88%)    | 0            |
| ostali i nepoznato | 2 (0,37%)    | 4 (0,71%)    | 5 (0,79%)    |
| ukupno             | 530          | 562          | 627          |

### Popis 2013.
| Halapić            |           |
| godina popisa      | 2013.     |
| Srbi               | 97 (100%) |
| Hrvati             | 0         |
| Bošnjaci           | 0         |
| ostali i nepoznato | 0         |
| ukupno             | 97        |